# 保健福祉学部
保健福祉学部（ほけんふくしがくぶ）は、大学の学部のひとつ。

## 学科
- 人間福祉学科
- 看護学科
- 栄養学科
- リハビリテーション学科

等

## 保健福祉学部を持つ日本の大学

### 私立
- 西南女学院大学（福岡県 北九州市）
- 徳島文理大学（徳島県 徳島市）

### 公立
- 岡山県立大学（岡山県 総社市）
- 神奈川県立保健福祉大学（神奈川県 横須賀市）
- 県立広島大学（広島県 広島市）
- 東京都立大学 (1949-2011)（東京都 八王子市）
- 名寄市立大学（北海道 名寄市）
- 旭川市立大学（北海道 旭川市）